# دايتون ميلر
دايتون ميلر (بالإنجليزية: Dayton Miller)‏ (و. 1866 – 1941 م) هو فيزيائي من الولايات المتحدة الأمريكية . ولد في سترونغسفيل (أوهايو) . وكان عضواً في الأكاديمية الأمريكية للفنون والعلوم .
توفي في كليفلاند (أوهايو)، عن عمر يناهز 75 عاماً.

## التعليم
تعلم في جامعة برنستون

## جوائز
حصل على جوائز منها:
- وسام إليوت كريسون  [لغات أخرى]‏.

## روابط خارجية
- دايتون ميلر على موقع الموسوعة البريطانية (الإنجليزية)